# Hopea pedicellata
Hopea pedicellata är en tvåhjärtbladig växtart som först beskrevs av Dietrich Brandis, och fick sitt nu gällande namn av Symington. Hopea pedicellata ingår i släktet Hopea och familjen Dipterocarpaceae. Inga underarter finns listade i Catalogue of Life.